# Glaciar Athabasca

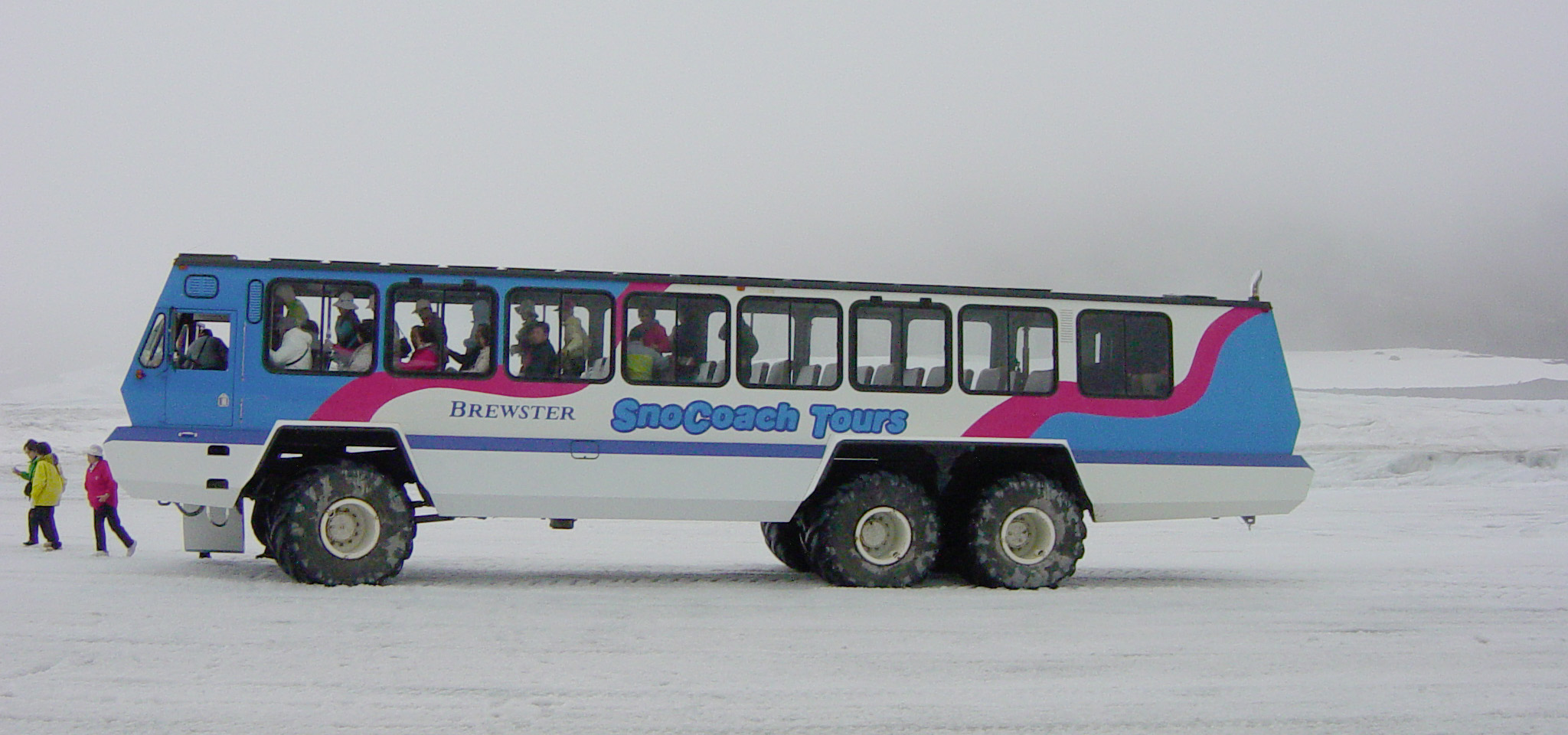
"Snow coach".

El glaciar Athabasca (del inglés: Athabasca Glacier) es un glaciar de las Montañas Rocosas de Canadá, en el Parque Nacional Jasper y muy próximo al de Banff, en la provincia de Alberta. Es uno de los seis brazos principales del campo de hielo Columbia, compartido entre Alberta y la Columbia Británica.
Debido al cambio climático, el glaciar Athabasca ha retrocedido más de un kilómetro y medio en los últimos 125 años, además de haber perdido con ello más de la mitad de su volumen. Actualmente disminuye a una velocidad de unos 2 o 3 metros por año. Por otro lado, el glaciar avanza por sí mismo varios centímetros por día.
A los pies del glaciar se encuentra el lago Sunwapta, considerado como principal origen del río Sunwapta, que sin embargo recoge aguas desde varios kilómetros más arriba.
Junto al glaciar Athabasca están los montes Athabasca (3491 m) y Andrómeda (3450 m; en la foto) y un poco más metido en el campo de hielo, el Snow Dome (3456 m). Al otro lado de la carretera está el pico Wilcox (2884 m).

## Turismo
Gracias a su cercanía a la "Icefields Parkway" (Carretera 93 de Canadá, conocida como "Carretera de los campos de hielo") y a su localización próxima entre los núcleos urbanos de Banff y Jasper es el glaciar más visitado de Norteamérica. A ello también contribuye que la base del glaciar es fácilmente accesible a pie y el Centro de Interpretación del Campo de hielo que se encuentra junto a la Carretera 93. Este centro cierra durante el invierno, desde mediados de octubre hasta mediados de abril. Durante su periodo de apertura sirve como refugio, organiza visitas guiadas al glaciar y cuenta con un restaurante. Las visitas, por grupos, consisten en un doble desplazamiento en autobús: en primer lugar, los turistas son llevados por un autocar normal hasta la morrena lateral sur del glaciar, donde hacen trasbordo a un autobús especial conocido como "Snow coach" (inglés: autobús de nieve); finalmente, este autobús especial les acerca a una zona acondicionada, para evitar accidentes, en medio del glaciar. Los viajes en autobús van acompañados de explicaciones sobre el glaciar. La velocidad máxima de los "snow coach" es de 18 km/h. Además, deben superar pendientes de más del 35%.
La visita por libre del glaciar no está recomendada por su peligrosidad. Es necesario un buen equipo y experiencia. Las grietas ocultas han causado la muerte de turistas desprevenidos.